# Falaoigo
Falaoigo là một hòn đảo không có người ở thuộc Funafuti, Tuvalu. Nó nằm ở phía tây nam của đảo Funafuti, bên cạnh Tutanga, một trong những đảo con khác của Funafuti. Trên Google Earth, nó có tên là "Te Afuafou".